# アグネス・フォン・ヴュルテンベルク
パウリーネ・ルイーゼ・アグネス・フォン・ヴュルテンベルク（Pauline Louise Agnes Herzogin von Württemberg, 1835年10月13日 - 1886年7月10日）は、ドイツ・ヴュルテンベルクの王族、ヴュルテンベルク公女（Herzogin von Württemberg）。弟系ロイス侯ハインリヒ14世の妻。

## 生涯
ヴュルテンベルク公オイゲンとその2番目の妻でホーエンローエ＝ランゲンブルク侯カール・ルートヴィヒの娘であるヘレーネの間の第4子、次女として、オーバーシュレージエンのカールスルーエ（現在のポーランド領オポーレ県ナムィスウフ郡ポクイ）で生まれた。父にとっては3番目の娘で、末娘である。1858年2月6日に実家のカールスルーエでハインリヒ14世と結婚した。侯妃として領内に多くの財団や協会、学校を設立したほか、アンゲリカ・ホーエンシュタイン（Angelica Hohenstein）の筆名で作家としても活動した。

## 子女
夫との間に1男1女の2人の子女をもうけた。
- ハインリヒ27世（1858年 - 1928年） - 弟系ロイス侯
- エリーザベト（1859年 - 1951年） - 1887年、ゾルムス＝ブラウンフェルス侯子ヘルマンと結婚

## 著作
- Helene (Erzählung; 1867)
- Aus schönen Stunden. Acht Bilder (enth.: Fra Giovanni Angelico da Fiesole, Roswitha, Aus Venedig, Eine Waldphantasie, Drei Volkslieder in einem Bilde, Im Hinterstübchen, Die Lilie auf dem Meraner Friedhof, Johann Arnolds Tagebuch; 1878)
- Der Segen der Grossmutter (Familienbild in zwei Bänden; 1880)